# Bzipibergen
Bzipibergen (georgiska: ბზიფის ქედი, Bzipis kedi) är en bergskedja i Georgien. Den ligger i den nordvästra delen av landet, i den autonoma republiken Abchazien.